# Klaus Heinemann
Klaus Heinemann (Hamburg, 1937. október 15. – 2022. január 23.) német sportszociológus, a Hamburgi Egyetem professzora.

## Pályafutása
Klaus Heinemann 1958-ban érettségizett, majd a Karlsruhei Műszaki Főiskolán mérnök-közgazdász képesítést szerzett 1963-ban. Ugyanitt 1965-ben doktori fokozatot szerzett, majd 1968-ban habilitált, 1969-ben pedig docenssé nevezték ki. 1970-ben kapta meg professzori hívását a Trieri Egyetemre, 1981-től a Hamburgi Egyetem professzora. Általános szociológiát, gazdasági és szervezeti szociológiát, a szociológia kutatási módszertanával és technikáival kapcsolatos tárgyakat, valamint sportszociológiát és sportgazdaságtant oktat.
Kutatási területei közé tartozik a gazdasági szociológia, az önszerveződő egyesületek szociológiája, valamint a sportszociológia és a sportgazdaságtan.
Hosszú pályafutása során vendégprofesszorként oktatott az Egyesült Államokban, Franciaországban, Spanyolországban, Nigériában és Nicaraguában. Anyanyelvén kívül angolul és spanyolul is beszél.

## Tanulmányának felhasználása a Schmitt-féle disszertációban
2012 januárjában a HVG internetes portálja több cikkben is beszámolt arról, hogy Schmitt Pál, Magyarország köztársasági elnöke 1992-ben elkészült doktori disszertációjának jelentős része közeli egyezést mutat Nikolaj Georgiev bolgár sporttörténész néhány évvel korábbi tanulmányának szövegével. Röviddel ezután az Index internetes újság arról tudósított, hogy Schmitt disszertációjának egy másik része Klaus Heinemann egy 1991-ben megjelent tanulmánya fordításának tűnik. A kérdéses mű angol nyelven jelent meg 1991-ben The Economics of Sport: The Institution of Modern Sport as an Area of Economic Competition (Gazdaság a sportban: A modern sport intézménye, mint a gazdasági verseny egy területe) címmel a Sport ... the third millenium (Sport... a harmadik évezred) című kanadai tanulmánykötetben.

## Főbb művei
- Sportorganisationen. Verstehen und gestalten (Hofmann, Schorndorf, 2004) ISBN 978-3778019511
- Einführung in Methoden und Techniken empirischer Forschung im Sport (Hofmann, Schorndorf, 1998) ISBN 978-3778084519
- Einführung in die Ökonomie des Sports. Ein Handbuch (Hofmann, Schorndorf, 1995) ISBN 978-3778015711
- Der Sportverein (Hofmann, Schorndor, 1994) Manfred Schuberttel közösen. ISBN 978-3778088012
- Elemente einer Finanzsoziologie freiwilliger Vereinigungen (Lucius & Lucius, 1991) Heinz-Dieter Horchhal közösen. ISBN 978-3432994819
- Arbeitslose Frauen. Zwischen Erwerbstätigkeit und Hausfrauenrolle (Beltz, 1988) Peter Röhriggel és Rolf Stadie-val közösen. ISBN 978-3407571038
- Zur Geschichte des Lehrerseminars zu Soest (1806–1926) (1982) ISBN 978-3879020324
- Einführung in die Soziologie des Sports. Grundlagen für Studium, Ausbildung und Beruf (Hofmann, Schorndorf, 1980) ISBN 978-3778077153
- Arbeitslose Jugendliche. Ursachen und individuelle Bewältigung eines sozialen Problems (Luchterhand Verlag GmbH, 1978) ISBN 978-3472751076
- Politische Ökonomie – Heute (1974)